# Hydaticus saecularis
Hydaticus saecularis är en skalbaggsart som beskrevs av Pederzani 1982. Hydaticus saecularis ingår i släktet Hydaticus och familjen dykare. Inga underarter finns listade i Catalogue of Life.